# Internet Society Poland
Internet Society Poland (ISOC Polska) – polski oddział Internet Society. Obecnie nieaktywny.

## Historia
Internet Society Poland powstało 16 września 2000 jako stowarzyszenie. Do grudnia 2001 zostało zarejestrowane i uzyskało status oddziału (chapter) Internet Society.
13 stycznia 2001 odbyło się pierwsze Walne Zgromadzenie. Prezesem zarządu został Andrzej M. Wilk. 24 stycznia 2004 na IV Walnym Zebraniu ISOC Polska prezesem zarządu został wybrany Władysław Majewski, a 28 stycznia 2006 na VI Walnym Zebraniu oraz ponownie 10 czerwca 2006 na VII nadzwyczajnym Walnym Zebraniu – Marcin Cieślak.

## Działalność
Członkowie ISOC Polska współtworzyli Internet Komercyjny w Polsce, Internet dla Szkół, Miasta w Internecie oraz warszawski ICM. Wielu spośród założycieli ISOC Polska działało wcześniej w stowarzyszeniu Polska Społeczność Internetu.
Stowarzyszenie zajmowało się między innymi problemami nadzoru służb specjalnych nad działaniami użytkowników Internetu, przydziałem nazw domen, wprowadzeniem polskich znaków do nazw domen, rozliczeniami finansowymi w sieci, uwolnieniem pętli lokalnej i współpracą międzyoperatorską w Internecie.
Od 2002 w ramach ISOC Polska działa Ruch na rzecz Wolnego Oprogramowania. W latach 2003–2004 ISOC Polska było inicjatorem wpisania do ustaw o systemie informacji oświatowej oraz o pomocy społecznej zasad przestrzegania neutralności technologicznej Państwa przy budowie publicznych systemów informatycznych. W maju 2004 roku ISOC zaproponował pakiet poprawek do projektu ustawy o informatyzacji administracji państwowej, które stały się podstawą jej uchwalonego – prawie jednomyślnie – tekstu. W latach 2004–2005 ISOC Polska znacząco zaangażowało się w walkę z projektem dyrektywy o patentowaniu oprogramowania.

## Podpis elektroniczny i wybory w Internecie
W maju 2006 Internet Society Poland opublikowało raport w sprawie barier podpisu elektronicznego w Polsce, wskazując na problemy w obowiązujących w tym zakresie przepisach prawa oraz w niezgodności przyjętych rozwiązań technicznych.
W styczniu 2007 roku stowarzyszenie zajęło stanowisko w sprawie propozycji szybkiego wprowadzenia wyborów przez Internet w Polsce oraz wzięło udział w debatach na ten temat w Instytucie Spraw Publicznych oraz u Rzecznika Praw Obywatelskich zajmując stanowisko sprzeciwiające się przyspieszonemu wprowadzaniu głosowania przez Internet jako
niosącego ryzyko zagrożenia dla demokracji oraz wyeliminowania wyborców z procesu wyborczego.

## Koalicja na Rzecz Otwartych Standardów
W grudniu 2006 roku Internet Society Poland zawiązało wraz z firmami i organizacjami polskiej branży teleinformatycznej Koalicję na Rzecz Otwartych Standardów promującą rozwój społeczeństwa informacyjnego w oparciu o otwarte standardy spełnianiące cztery warunki:
1. standard jest przyjęty i zarządzany przez niedochodową organizację, a jego rozwój odbywa się w drodze otwartego procesu podejmowania decyzji (konsensusu, większości głosów, itp.), w którym mogą uczestniczyć wszyscy zainteresowani;
2. jest opublikowany, a jego specyfikacja jest dostępna dla wszystkich zainteresowanych bezpłatnie lub po kosztach sporządzenia kopii oraz możliwa dla wszystkich do kopiowania, dystrybuowania i używania również bezpłatnie lub po kosztach operacyjnych;
3. wszelkie związane z nim prawa autorskie, patenty i inna własność przemysłowa są nieodwołalnie udostępnione bez opłat;
4. nie ma żadnych ograniczeń w jego wykorzystaniu[17].